# Piesarthrius laminosus
Piesarthrius laminosus là một loài bọ cánh cứng trong họ Cerambycidae.